# Mobsters
Mobsters' is een Amerikaanse maffiafilm uit 1991 van Michael Karbelnikoff met in de hoofdrollen onder meer Patrick Dempsey en Christian Slater.

## Verhaal
De film bestrijkt de periode van 1917 tot 1931 en gaat over opkomst van de vier bondgenoten Lucky Luciano (Christian Slater), Meyer Lansky (Patrick Dempsey), Frank Costello (Costas Mandylor) en Bugsy Siegel (Richard Grieco).
Aan het begin van de film zijn ze beginnende criminelen die het zwaar te verduren hebben onder de oude garde van de maffia, onder wie Giuseppe Masseria (Anthony Quinn), maar uiteindelijk weten ze deze terzijde te schuiven en richten ze het overlegorgaan The Commission op.

## Rolverdeling
| Acteur            | Personage             | Opmerkingen                                |
| ----------------- | --------------------- | ------------------------------------------ |
| Patrick Dempsey   | Meyer Lansky          |                                            |
| Christian Slater  | Lucky Luciano         | bondgenoot van Lansky                      |
| Costas Mandylor   | Frank Costello        | bondgenoot van Lansky                      |
| Richard Grieco    | Bugsy Siegel          | bondgenoot van Lansky                      |
| Michael Gambon    | Salvatore Maranzano   | Faranzano in de film.                      |
| Anthony Quinn     | Giuseppe Masseria     |                                            |
| Lara Flynn Boyle  | Mara Motes            | gebaseerd op Luciano's vriendin Gay Orlova |
| F. Murray Abraham | Arnold Rothstein      |                                            |
| Chris Penn        | Gaetano "Tommy" Reina |                                            |
| Titus Welliver    | Al Capone             |                                            |
| Joe Viterelli     | Joe Profaci           |                                            |
| Frank Collison    | Sonny Catania         |                                            |

## Productie
De film is redelijk waarheidsgetrouw en losjes gebaseerd op het boek The Last Testament of Lucky Luciano van Martin A. Gosch en Richard Hammer uit 1974.